# Sternbergita
La sternbergita és un mineral de la classe dels sulfurs. Rep el nom pel comte Caspar Maria Sternberg (1761-1838), botànic i fundador del Museu Nacional de Praga (República Txeca).

## Característiques
La sternbergita és un sulfur de fórmula química AgFe₂S₃. Cristal·litza en el sistema ortoròmbic. La seva duresa a l'escala de Mohs es troba entre 1 i 1,5.
Segons la classificació de Nickel-Strunz, la sternbergita pertany a «02.CB - Sulfurs metàl·lics, M:S = 1:1 (i similars), amb Zn, Fe, Cu, Ag, etc.» juntament amb els següents minerals: coloradoïta, hawleyita, metacinabri, polhemusita, sakuraiïta, esfalerita, stil·leïta, tiemannita, rudashevskyita, calcopirita, eskebornita, gal·lita, haycockita, lenaïta, mooihoekita, putoranita, roquesita, talnakhita, laforêtita, černýita, ferrokesterita, hocartita, idaïta, kesterita, kuramita, mohita, pirquitasita, estannita, estannoidita, velikita, chatkalita, mawsonita, colusita, germanita, germanocolusita, nekrasovita, estibiocolusita, ovamboïta, maikainita, hemusita, kiddcreekita, polkovicita, renierita, vinciennita, morozeviczita, catamarcaïta, lautita, cadmoselita, greenockita, wurtzita, rambergita, buseckita, cubanita, isocubanita, picotpaulita, raguinita, argentopirita, sulvanita, vulcanita, empressita i muthmannita.

## Formació i jaciments
Va ser descoberta a Jáchymov, al districte de Karlovy Vary (Regió de Karlovy Vary, República Txeca). Tot i tractar-se d'una espècie no gaire habitual ha estat descrita en tots els continents del planeta a excepció de l'Antàrtida.